# Бранко Радујко
Бранко Радујко (Книн, 1974) српски је менаџер, правник и фудбалски радник. Тренутно обавља функцију Генералног секретара Фудбалског савеза Србије.

## Лични живот и образовање
Радујко је 1998. године дипломирао права на Правном факултету државног Универзитета Црне Горе.
Одмах по завршетку студија започео је каријеру у адвокатури као адвокатски приправник, а у периоду 2000-2002 у међунардном невладином сектору руководио пројектима у оквиру регионалних програма УНХЦР-а.
У периоду од 2002. до 2007. године, радио је у владином сектору, на позицијама саветника и шефа кабинета председника Владе односно саветника и генералног секретара председника Републике.
Звање Мастер економије и менаџмента стекао је 2013. године, после двогодишњих постдипломских студија и одбране завршног мастер рада на Факултету за економију, финансије и администрацију у Београду.
Говори енглески и руски језик.

## Телеком Србија
Као генерални директор компаније Телеком Србија (2008-2012) спровео је процес трансформације од компаније која претежно пружа услуге фиксне и мобилне телефоније до модерне компаније са интегрисаним пакетом услуга телефоније, интернета, телевизије и мултимедијалних садржаја која је израсла у регионалног лидера по приходима, услугама, а посебно у делу спортских ТВ права и садржаја кроз пројекат Арена Спорт.
Упркос периоду глобалне финансијске и економске кризе, успео је да исплати обавезе по синдицираном кредиту групи банка на челу са Ситибанк којим је раније финансирано ширење компаније и региону, да вишеструко смањи задуженост и подигне профитабилност компаније, а затим и да откупи акције од мањинског акционара ОТЕ, чланице Дојче Телеком групе.

## НИС Газпром њефт
Од 2012. до 2021. године на позицијама извршног директора у компанији НИС Газпромнефт, која послује у оквиру једне од највећих глобалних енергетских компанија био одговоран за малопродају где је спровео модернизацију објеката и подизање квалиета робе и услуга на ниво најуспешнијих европских малопрадајних мрежа, а такође руководио ширењем пословања у оквиру Адријатик регије.

## Активности у спортским организацијама
У фудбалу је активан од 2011. године кроз партнерство са Фудбалским савезом Србије у сегменту директних преноса утакмица, кроз спонзорски однос као и кроз чланство у управним органима Фудбалског клуба Црвена звезда.
Био је и члан управног одбора Атлетског савеза Србије и на челу спонзорског пула кошаркашке и тениске репрезентације Србије.

## Фудбалски савез Србије
Посао Генералног секретара Фудбалског савеза Србије  преузео је у септембру 2024. године. За кратко време спровео је реорганизају Савеза, организовао успешан Конгрес УЕФА у Београду, припремио реформу система такмичења и обезбедио долазак иностраног експерта, једног од водећих ауторитета у Европи на чело Судијске комисије, а све у циљу подизања интегритета, интересантности и конкурентности Супер Лиге и Прве Лиге Србије.

## Министарство финансија Републике Србије
Као директор Управе царина у оквиру Министарства финансија Републике Србије (2021-2024) покренуо је процес дигитализације управе и аутоматизације царинских поступака и остварио висок раст прихода државном буџеру.